# DeAnne Julius
Dama DeAnne Shirley Julius, Orden de San Miguel y San Jorge, y Orden del Imperio Británico (14 de abril de 1949) es una miembro distinguida de Chatham House. Julius es una economista estadounidense - británica, conocida como miembro fundadora del Comité de Política Monetaria del Banco de Inglaterra.
Comenzó su carrera activa como economista de proyectos en el Banco Mundial en Washington, y ha desempeñado importantes funciones en el sector privado. De 2003 a 2012 fue presidenta de Chatham House en Londres y de 2014 a 2019 fue presidenta del Consejo del University College de Londres.

## Trayectoria
Julius nació en Ames, Iowa, y era hija de Maxine y Marvin Julius.
Sacó la licenciatura en economía por la Universidad Estatal de Iowa y una maestría y un doctorado en economía de la Universidad de California, Davis. Tiene cinco doctorados honoris causa de la Universidad de Warwick, la Universidad de Birmingham, la Universidad de South Bank, la Universidad de Bath y la Universidad Estatal de Iowa .[cita requerida]

## Carrera
Después de graduarse, Julius comenzó su carrera en la CIA como analista económica entre 1970 y 1971. En 1975, después de obtener su doctorado, pasó a trabajar como economista de proyectos en el Banco Mundial en Washington D. C.
Entre 1986 y 1997 ocupó diversos puestos, incluido el de economista jefe en British Airways y Royal Dutch Shell. Desde septiembre de 1997 hasta mayo de 2001, fue miembro a tiempo completo del Comité de Política Monetaria del Banco de Inglaterra y formó parte del Tribunal de dicho banco hasta mayo de 2004. Presidió el grupo de revisión de códigos de consumo de servicios bancarios del Tesoro de Su Majestad en 2000-2001, y la Revisión de la Industria de Servicios Públicos en 2007-2008 para el Departamento de Negocios, Empresa y Reforma Regulatoria del Reino Unido.
Fue directora no ejecutiva de los directorios de Lloyds Bank y Serco Group entre 2001 y 2007, de BP entre 2001 y 2011, de Roche Holdings SA entre 2002 y 2016, de Jones Lang LaSalle entre 2008 y 2019, de Deloitte LLP entre 2011 y 2014 y de ICE Benchmark Administration entre 2016 y 2019. Julius fue presidente de Chatham House, formalmente conocido como el Instituto Real de Asuntos Internacionales, entre 2003 y 2012. De 2014 a 2019 fue presidenta del Consejo del University College de Londres.

## Reconocimientos
Julius ha formado parte de varios consejos de administración. También ha sido miembro de los Consejos Asesores Internacionales de Temasek entre 2010 y 2017, de China Investment Corporation entre 2016 y 2020 y de Rock Creek Global desde 2004.
Fue nombrada Comandante de la Orden del Imperio Británico (CBE) en 2002 y Dama Comandante de la Orden de San Miguel y San Jorge (DCMG) en la Ceremonia de Año Nuevo de 2013 por sus servicios a las relaciones internacionales.
Julius fue nombrada Usher of the Blue Rod de la Orden de San Miguel y San Jorge el 11 de febrero de 2016.
Julius está casada con Ian Alexander Harvey, ex director ejecutivo de BTG. Ha escrito cinco libros y artículos académicos sobre temas que abarcan desde la inversión extranjera directa hasta la planificación estratégica y el gobierno corporativo.